# A proposito di tutte queste... signore
A proposito di tutte queste... signore (För att inte tala om alla dessa kvinnor) è un film di ispirazione autobiografica del regista svedese Ingmar Bergman realizzato nel 1964. È il suo primo film a colori.

## Trama
In una camera ardente si trova il cadavere del famoso suonatore di violoncello Felix. Il critico Cornelius mette accanto alla bara la biografia da lui scritta sull'autore e mentre sfilano le vedove Tussaud, Beatrice, Traviata, Cecilia, Isolde, Chimera e Adelaide, a porgere l'ultimo saluto, Cornelius si riprende il manoscritto.
Con un flashback si rivedono gli avvenimenti di quattro giorni prima quando Cornelius, giunto alla villa di Felix per prendere appunti destinati alla biografia, confida ad Adelaide che aveva inviato al maestro una sua composizione e che sperava egli la eseguisse. Mentre Cornelius si aggira per la casa scopre, dal buco di una serratura, due delle donne che guardano il calendario degli appuntamenti di Felix. Chimera, una di loro, si lascia corteggiare dal critico e finisce per fare l'amore con lui nella camera da letto ma, nella stanza, entra all'improvviso una delle rivali e spara. Poi il critico si intrattiene con Isolde e con Cecilia, con la quale fa all'amore nel parco, mentre Adelaide si esercita al tiro sparando a tutte le statue giurando che avrebbe ucciso il marito se avesse tradito la sua arte.
Il critico entra in piscina con un salvagente e tenta di ascoltare qualche conversazione per carpire informazioni sulla vita intima del maestro. Le donne si lamentano del maestro e dei suoi tradimenti e il maggiordomo Tristan, che una volta era un grande violoncellista, racconta di quando la moglie lo aveva tradito con il maestro.

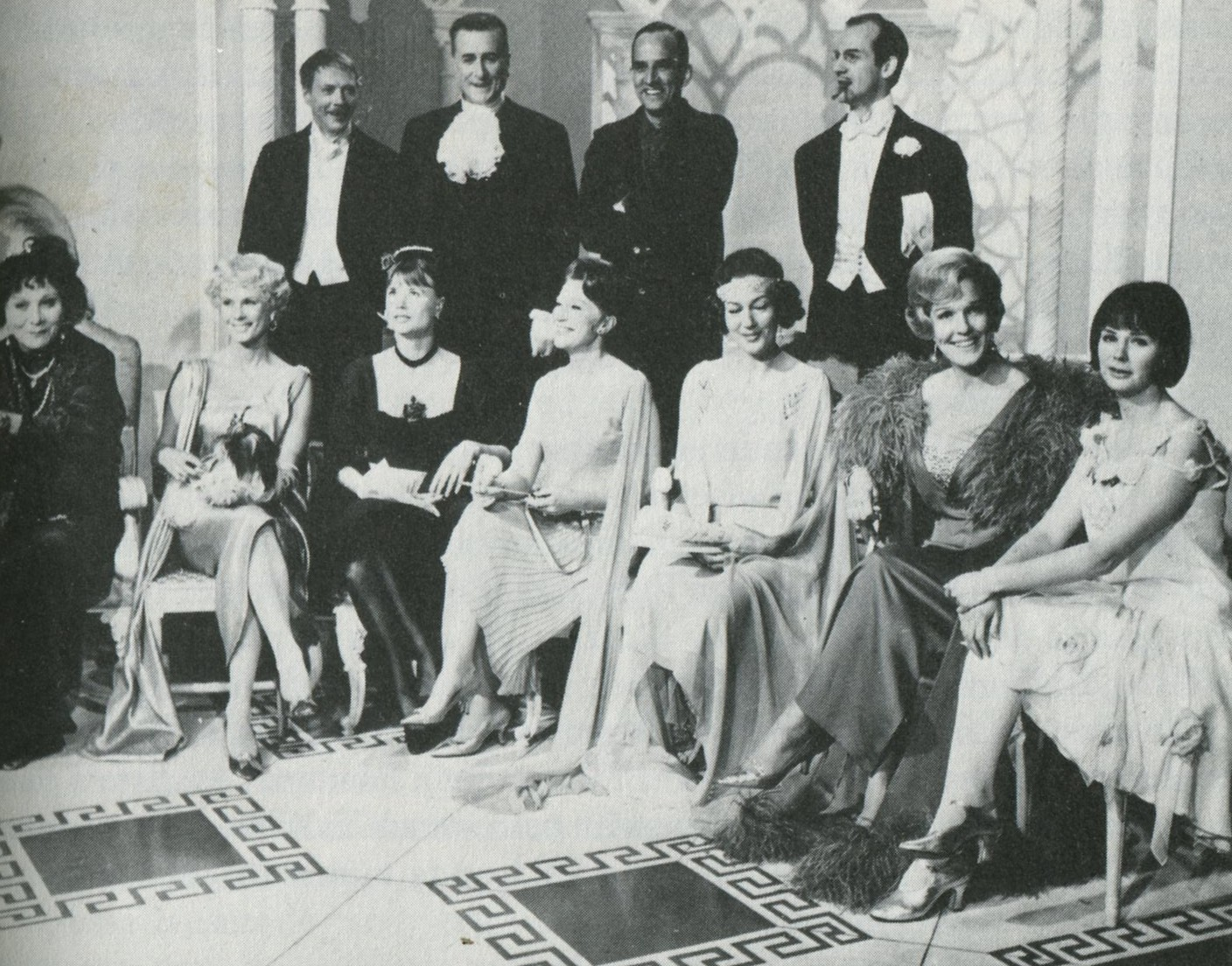
Bergman con gli attori del film

Uscito dalla piscina Cornelius si aggira per la casa e in un ripostiglio trova delle lettere ma fa cadere il sigaro che provoca lo scoppio di alcuni fuochi d'artificio. Sempre per poter incontrare di persona il maestro, il critico si traveste anche da donna ma senza risultato.
Il giorno stabilito per il grande concerto l'impresario è disperato perché non gli è stato consegnato il programma e Felix decide di eseguire la composizione di Cornelius. La moglie Adelaide è però decisa ad uccidere il marito perché non è fedele alla sua arte ma, mentre gli punta contro la pistola, costui è colto da malore e cade a terra morto.
Infine Cornelius spiega alle donne la struttura della biografia del maestro, che è divisa in quattro parti che comprendono l'aspetto esteriore, l'aspetto interiore, l'abilità e la vita intima. Ma quest'ultimo capitolo è scomparso. Arriva in quel momento un giovane e povero violoncellista, le donne gli vanno incontro e la storia può ricominciare.

## Titoli con cui il film è stato distribuito
- ¡Esas mujeres!, Spagna
- ¡Ni hablar de esas mujeres!, Argentina
- A Força do Sexo Fraco, Portogallo
- Ach diese Frauen, Germania Ovest
- All These Women, USA, 5 ottobre 1964
- Now About These Women, titolo inglese internazionale
- Oles aftes oi gynaikes, Grecia
- Para Não Falar de Todas Essas Mulheres, Brasile
- Puhumattakaan naisista, Finlandia, 25 dicembre 1964
- Syv glade enker, Danimarca, 23 aprile 1965
- Toutes ses femmes, Francia